# Zygfryd Perlicki
Zygfryd Perlicki (Gdynia, 1932. január 26. – 2017. augusztus 10.) lengyel vitorlázó, olimpikon.

## Pályafutása
Részt vett az 1972-es müncheni olimpián. A kieli öbölben megrendezett versenyben solingban indult és nyolcadik helyen végzett Józef Błaszczykkal és Stanisław Stefańskival.
1973–74-ben részt vett Copernicus nevű hajójával az első Whitbread Round the World Race-n.